# Menrva

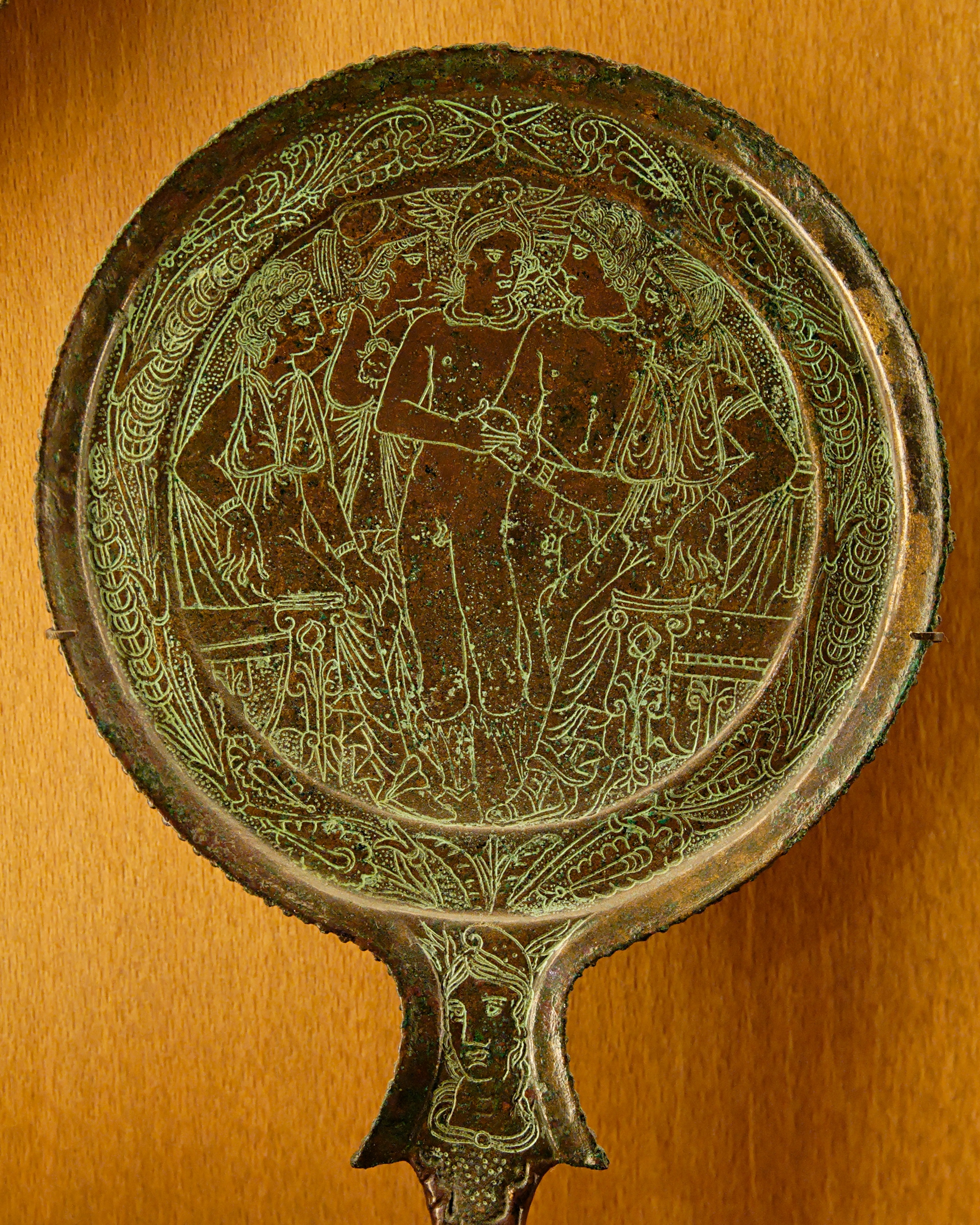
Giudizio di Paride, da una padella di bronzo, Museo del Louvre. Menrva appare alle spalle di Paride che consegna il pomo d'oro a Tu-Ran

Menrva (o Menerva) nella mitologia etrusca era la dea della strategia, della guerra, dell'arte, della scuola e del commercio. Da essa deriverà la dea romana Minerva, che nella mitologia greca corrisponde alla dea Atena.
Come Atena, Menrva era nata dalla testa del padre, il dio Tinia.
Insieme a Tinia e ad Uni, Menrva costituiva la triade delle più importanti divinità etrusche.

## Denominazione
Il nome della divinità è originario dell'Italia antica. Si presume prevalentemente che sia di origine etrusca e che sia stato poi adottato dai Romani e da altre culture italiche. Secondo un'altra opinione, è nato in latino ed è stato poi trasferito nella lingua etrusca. Inizialmente, il nome etrusco era Menerva ed era sottolineato sulla seconda sillaba. A partire dal V secolo, l'etrusco spostò spesso l'accento sulla prima sillaba e rinunciò alle vocali interne, cosicché il nome cambiò in Menrva. Nelle iscrizioni etrusche predomina la grafia Menrva.

## Caratteristiche
Sebbene Menrva fosse vista dagli Etruschi ellenizzati come la loro controparte dell'Atena greca, Menrva ha alcuni tratti unici che rendono chiaro che non era un'importazione dalla Grecia. Gli artisti etruschi sotto l'influenza della cultura greca, tuttavia, amavano ritrarre Menrva con il Gorgoneion, l'elmo, la lancia e lo scudo e, su uno specchio, come se stesse scoppiando dalla testa di suo padre, Tinia. Inoltre, è comunemente vista come la protettrice di Hercle (Eracle) e Pherse (Perseo). Su uno specchio di bronzo trovato a Praeneste, assiste Perseo, che consulta due Graie, e, su un altro, tiene alta la testa di Medusa, mentre lei, Perseo ed Ermes seduti guardano con sicurezza il suo riflesso in una vasca ai loro piedi. Queste immagini riflettono più probabilmente fonti letterarie che pratiche di culto. Su uno specchio di bronzo proveniente da Bolsena, intorno al 300 a.C., Menrva è raffigurata mentre assiste a una scena di Prometeo liberato con Esplace (Asclepio), che benda il petto di Prometeo.
Spesso Menrva è raffigurata in uno stile più essenzialmente etrusco, come lanciatrice di fulmini. Marziano Capella la cita come una delle nove divinità etrusche del fulmine. La raffigurazione con un fulmine può essere vista anche sulle monete romane successive di Minerva.
Menrva sembra essere stata associata ai fenomeni atmosferici. I Greci non hanno mai attribuito ad Atena un'associazione con il tempo atmosferico, il che costituisce un'altra importante differenza tra i due culti religiosi, che dimostra le loro caratteristiche distinte.
Il nome di Menrva è originario dell'Italia e potrebbe addirittura essere di origine etrusca, derivando da una dea lunare italica, *Meneswā "Colei che misura". Si pensa che gli Etruschi abbiano adottato il nome antico latino ereditato, *Menerwā, chiamandola così Menrva. Carl Becker suggerisce che il suo nome sembra contenere la radice PIE *men-, che in greco era legata principalmente alle parole di memoria (cfr. greco "mnestis"/μνῆστις "memoria, ricordo, raccoglimento"), ma che più in generale si riferiva alla "mente" nella maggior parte delle lingue indoeuropee.
Menrva era spesso raffigurato nel Giudizio di Paride, chiamato Elcsntre (Alessandro, il suo nome alternativo in greco) in etrusco, uno dei miti greci più popolari in Etruria.